# Violant d'Aragó i d'Hongria
Violant d'Aragó (?, 1236 - Roncesvalls, Regne de Navarra, 1301) va ser infanta d'Aragó i reina consort de Castella (1252-1284).
Filla del comte de Barcelona i rei d'Aragó, Jaume I el Conqueridor i la seva segona dona, Violant d'Hongria. Era neta per línia paterna del comte rei Pere el Catòlic i Maria de Montpeller, i per línia materna del rei Andreu II d'Hongria i Violant de Courtenay.
El 26 de desembre del 1246, el seu pare la va casar, a la catedral de Valladolid, amb el rei Alfons X el Savi, i fou la mare de:
- Berenguera de Castella (1253- ~1284), promesa a Lluís Capet, fill del rei de França, Lluís IX, però no s'arribaren a casar per la mort prematura d'aquest, el 1260,
- Beatriu de Castella (1254-1280), casada amb Guillem VII de Montferrat,
- Ferran de la Cerda (1255-1275). Hereu al tron castellà, es casà el 1268 amb Blanca de França, filla de Lluís IX de França,

- Elionor de Castella (1257-1275),
- Sanç IV de Castella (1258 - 1295), rei de Castella,
- Constança de Castella (1258-1280), monja a Las Huelgas,
- Pere de Castella (1260-1283),
- Joan de Castella (1262-1319),
- Isabel, morta molt jove,
- Violant de Castella (1265-1296), casada amb Diego López de Haro,
- Jaume de Castella (1266-1284).

En el seu testament, amb data 29 d'octubre del 1275, deixà patent la seva voluntat de ser enterrada al costat de la seva mare, al monestir de Vallbona de les Monges, fet que no fou respectat, i fou enterrada al monestir de Roncesvalles.